# Pat Kelly (baseball)
Pour les articles homonymes, voir Pat Kelly (homonymie) et Kelly.
Pat Kelly (de son vrai nom Harold Patrick Kelly), né le 30 juillet 1944 à Philadelphie et décédé le 2 octobre 2005 à Baltimore, est un joueur de baseball américain.
Kelly joue pour les Twins du Minnesota (1967-1968), Royals de Kansas City (1969-1970), White Sox de Chicago (1971-1976), Orioles de Baltimore (1977-1979) puis Indians de Cleveland (1981). 
Kelly est sélectionné dans l'équipe d'étoiles de la Ligue américaine en 1973. Il dispute les Séries mondiales en 1979 avec les Orioles de Baltimore.